# Effetto Kapitza-Dirac
L'effetto Kapitza-Dirac è un effetto previsto dalla meccanica quantistica che consiste nella diffrazione di un fascio di particelle ben collimato, in particolare un fascio di elettroni, da parte di un'onda elettromagnetica stazionaria. L'effetto fu previsto teoricamente per la prima volta nel 1933 da Paul Adrien Maurice Dirac e Pëtr Leonidovič Kapica.
Una spiegazione dell'effetto si basa sull'interpretazione del fascio di particelle come un'onda coerente, come affermato dal principio di dualità onda-particella proposto da Louis Victor de Broglie nel 1924; il fascio incidente dovrebbe essere diffratto dalla struttura periodica creata da un'onda elettromagnetica stazionaria e dovrebbe essere osservata una figura di diffrazione, ossia l'intensità del fascio uscente in funzione della distanza dal fascio diretto dovrebbe presentare diversi massimi e minimi come nelle figure di diffrazione in ottica.
Per la realizzazione di un esperimento per la verifica di questo effetto è necessario un fascio di luce altamente coerente, e quindi l'esperimento non è stato possibile fino all'invenzione del laser. È stato realizzato nel 2001 un esperimento che mostra i picchi di diffrazione previsti.